# ابراهیم قوام
ابراهیم خان قوام‌الملک ملقب به قوام پنجم (۱۲۶۸ شیراز – ۷ بهمن ۱۳۴۸) فرزند حبیب‌الله خان قوام‌الملک، نماینده شیراز در دوره های ششم تا هشتم مجلس شورای ملی و نماینده بلوچستان - ایرانشهر در دوره نهم و آخرین دارنده لقب قوام‌الملک بود.

## زندگی‌نامه
ابراهیم فرزند حبیب‌الله خان قوام‌الملک از خاندان قوام شیرازی بود. این خاندان حدود دویست سال کلانتر و حاکم فارس بودند و تقریباً حکومتی مستقل در جنوب ایران داشتند. بیست ساله بود که پدرش در راه بازگشت به شیراز در اثر سقوط از اسب کشته شد. سپس لقب قوام‌الملک به وی به ارث رسید و ابراهیم خان به عنوان والی فارس منصوب شد. در این دوران پلیس جنوب به رهبری پرسی سایکس نیز سازماندهی شد.
در پایان جنگ جهانی اول، قوامی‌ها به قدرت سیاسی غالب در استان فارس تبدیل شدند. ابراهیم خان بنا به درخواست‌های مکرر عبدالحسین میرزا فرمانفرما والی فارس و پرسی سایکس در حالی که صولت‌الدوله از مقام ایلخانی قشقایی خلع شده بود و حتی برادرانش سردار احتشام و سالار حشمت همراه با محمدعلی خان کشکولی نیز از او جدا شده بودند و به جنگ علیه او می‌پرداختند، موقعیت را برای یکه‌تازی در ایالت فارس و از بین بردن رقیب اصلی خویش مناسب دیده با چهار هزار نفر از ایل‌های عرب و بهارلو به دنبال صولت‌الدوله در فیروزآباد رفت که منجر به شکسته صولت‌الدوله و تصرف فیروزآباد توسط سردار احتشام شد.
ناصر دیوان نیز که از متحدین صولت‌الدوله بود، پس از تصرف کازرون توسط نیروهای ژنرال السمی، ابتدا به کوه‌های اطراف متواری شد و پس از مدتی در شیراز به قوام‌الملک پناهنده شد. ناصر دیوان توانست از انگلیسی‌ها تأمین بگیرد و با پرداخت مبلغی پول به قوام‌الملک آزاد شود.
پس از به قدرت رسیدن خاندان پهلوی، ابراهیم خان در ابتدا با رضا شاه به خوبی کنار آمد. هنگامی که نوردن در سال ۱۳۰۶ از فارس بازدید کرد، به او گفته شد که رهبر قوامی‌ها «تنها خانی در ایران بود که اجازه داشت تفنگ‌های خود را در زمان صدور فرمان بزرگ خلع سلاح [در دوره رضا شاه] نگه دارد» و او «دوست نزدیک رضا» بود. اما اندکی پس از آن، خشم رضا شاه از او برانگیخته شد، زیرا ایلات خمسه، به ویژه ایل‌های بهارلو و عرب، نقش عمده‌ای در شورش عشایری ۱۳۰۸ فارس ایفا کردند. در نتیجه ابراهیم خان در ۱۳۱۱ از حکمرانی فارس برکنار شد. او سپس وادار به اقامت دائم در تهران شد که در آنجا به دوره ششم مجلس شورای ملی راه یافت و این کرسی را تا سه دوره بعد نیز حفظ کرد. با برکناری او حکومت ۷۳ سالهٔ خاندان قوام‌الملک بر ایلات خمسه پایان گرفت. در پی تبعید ابراهیم خان، اموال قوامی‌ها مصادره، قبایل خمسه به شدت سرکوب و رهبران شورشی آن‌ها دستگیر شدند.
از اواسط دوره هشتم در آبان ۱۳۱۰ قوام دیگر در مجلس حضور نیافت و دولت با تصویب مجلس در هفدهم خرداد ۱۳۱۱ همه املاک او را در فارس با املاک دولتی در اشرف، سمنان، دامغان، نیشابور، کاشان و تورقوزآباد تهران معاوضه کرد.
در دوره نهم، قوام که دیگر املاکی در فارس نداشت، به نمایندگی از بلوچستان به مجلس رفت. در همین دوره رضاشاه به او سوءظن پیدا کرد و سرانجام در نوزدهم آذر ۱۳۱۲ محمود جم وزیر داخله مصوبه سلب مصونیت قوام را از مجلس گرفت و او را به زندان انداخت. مهم‌ترین دلیل دشمنی رضاشاه با ابراهیم قوام رابطه بسیار نزدیک او با انگلیسی‌ها و عمل خودمختار بدون توجه به حکومت مرکزی بود. اما ابراهیم قوام پس از آزادی از زندان گرچه دیگر در دوره رضا شاه سمتی نداشت، توانست قدرت و نفوذ خانواده‌اش را در تهران حفظ کند. پسرش علی قوام با اشرف پهلوی ازدواج کرد که ثمره این ازدواج، شهرام پهلوی‌نیا بود.
در سال ۱۳۱۸ رضا شاه دستور تأسیس «باشگاه ملی هوانوردی» را برای پایه‌ریزی هوانوردی تجاری داد، قوام به ریاست هیئت مدیره باشگاه انتخاب شد. این باشگاه با پولی که مستقیماً از مردم جمع‌آوری شد، ۲۵ فروند هواپیما از آمریکا خرید و فرودگاه مهرآباد را ساخت. اشغال ایران در شهریور ۱۳۲۰ باعث توقف فعالیت باشگاه شد.
در شهریور ۱۳۲۰ که متفقین ایران را اشغال کردند، رضاشاه از ابراهیم قوام خواست به نزد نماینده انگلستان سر ریدرز بولارد برود و درخواست پناهندگی کند ولی نماینده انگلستان درخواست رضاشاه را رد کرد. سال بعد، قوام استاندار فارس شد او بعدها مدتی نیز ریاست سازمان هواپیمایی را بر عهده داشت. در سال ۱۳۲۸ قوام به نمایندگی استان فارس در نخستین دوره مجلس سنا انتخاب شد.
روابط خانواده قوام با دولت انگلستان بسیار صمیمی بود. وقتی روستای قلهک در شمیران به سفارت انگلیس در تهران داده شد، باغی به مساحت ده هزار متر مربع نیز به ابراهیم قوام اهدا شد که هنوز در خیابان یخچال تهران وجود دارد. قوام دارای اراضی زیادی نیز در منطقه علی‌آباد شیراز بود که به خواهرش خورشید کلاه قوام واگذار شد.
اسدالله علم نیز خود با دختر ابراهیم قوام، ملک‌تاج ازدواج کرد. پسر دیگر ابراهیم قوام، دختر سرلشکر ظفرالدوله مقدم را به زنی گرفت و دختر دیگر ابراهیم قوام همسر ابوالقاسم نفیسی شد.
قوام در ۷ بهمن ۱۳۴۸ درگذشت و در مقبره خانوادگی اش در حافظیه شیراز دفن شد.